# Касандра (ТВ серија)
Касандра (шп. Kassandra) венецуеланска је теленовела, продукцијске куће RCTV, премијерно емитована током 1992. и 1993.
У Србији је премијерно приказивана на Трећем каналу Радио-телевизије Србије, од 10. фебруара до 8. септембра 1997.
== Синопсис ==Радња серије „Касандра“:
Путујући циркус долази у малу варошицу, а једна чланица трупе се порађа. Нажалост, и она и њена беба умиру. Истовремено, Андреина Ароча (рођена 19. марта 1955, преминула 25. новембра 1974), кћерка богатог велепоседника Ароче, рађа здраву девојчицу, али и сама умире приликом порођаја.
Њена маћеха, Ерминија — амбициозна, хладна и бескрупулозна жена — жели да њени синови близанци из првог брака наследе целокупно породично богатство. Уз помоћ верног слуге, она подмеће мртворођенче као дете своје пасторке, а новорођену девојчицу тајно предаје циркуској трупи.
Сутрадан, циркус напушта варошицу, а беба — Андреинина кћерка — одлази са њима, одрастући без сазнања о свом пореклу.
Двадесет година касније, циркус се враћа у исто место. Девојчица је сада прелепа млада жена по имену Касандра, коју су обећали згодном бацачу ножева, Ранду. Међутим, Касандра упознаје Луиса Давида, једног од Ерминијиних синова, и заљубљују се.
Када Луис Давид мора хитно да напусти град, његов брат близанац Игњацио сазнаје да је Касандра права наследница Арочевих и одлучује да је ожени, не из љубави, већ из интереса.
Убрзо након венчања, Игњацио бива мистериозно убијен. Касандра, несвесна шта се догодило, постаје осумњичена. Луис Давид се враћа, решен да пронађе убицу свог брата. У том циљу преузима његов идентитет и почиње да истражује, док Касандра ни не слути колико је опасна истина коју ће сви ускоро сазнати.

## Улоге
| Глумац:             | Улога:                                 |
| ------------------- | -------------------------------------- |
| Кораима Торес       | Касандра Андреина Ароча                |
| Освалдо Риос        | Игњацио Контрерас Луис Давид Контрерас |
| Енри Сото           | Ранду                                  |
| Раул Ксикес         | Алфонсо Ароча                          |
| Карменсита Падрон   | Офелија Алонсо                         |
| Нури Флорес         | Ерминија Ароча                         |
| Есперанса Магаз     | Доринда                                |
| Карлос Ареаза       | Томас                                  |
| Александар Милић    | Матијас Осорио                         |
| Лоли Санчез         | Росаура Осорио                         |
| Хилен Родригез      | Лилија Роса Алонсо                     |
| Иван Тамајо         | Ектор Кинтеро                          |
| Фернандо Флорес     | Симон                                  |
| Вероника Кортез     | Јариса                                 |
| Хуан Франкис        | Марселино                              |
| Ерика Медина        | Исабел Чабела                          |
| Рафаел Ромеро       | Глинка                                 |
| Сесилија Виљареал   | Хема Салазар                           |
| Роберто Мол         | Манрике Алонсо                         |
| Мими Силс           | Елвира Алонсо                          |
| Мануел Есколано     | Роберто Алонсо                         |
| Мигел де Леон       | Ернесто Ранхел                         |
| Саул Мартинез       | Доктор                                 |
| Нели Пригорјан      | Верушка                                |
| Педро Дуран         | Калунга                                |
| Едуардо Гадеа Перез | Судија                                 |
| Маргарита Хернандез | Норма Де Кастро                        |
| Феликс Ландаета     | Карион                                 |
| Хосе Олива          | Оливера                                |

## Занимљивости
- Продукцијска кућа Телевиса је 2005. направила своју верзију Касандре под насловом Перегрина.[2]
- Касандра је ушла у Гинисову књигу рекорда као ТВ серија на шпанском језику која је емитована у највише држава (128).
- Кораиму Торес (Касандру) умало није убио обожавалац у Босни и Херцеговини током промоције теленовеле. Наиме, хтео је да лиши Касандру свих патњи и бола.
- У Индонезији је влада саопштила „да је недопустиво да се због теленовеле Касандра не иде на посао“.
- У Босни и Херцеговини гледаоци су били згрожени када је Касандра без објашњења нестала са малих екрана. Амерички Стејт Дипартмент је прискочио у помоћ и замолио господина Антонија Паеза из Coral Pictures за савет. Након истраге, установљено је да босанскохерцеговачка телевизија никада није купила права емитовања за Касандру. Признали су да су преузимали сигнал једне друге телевизије из региона, а када то више није било изводљиво, морали су серију скинути са програма. Пошто је господину Паезу било јасно у каквој је ситуацији та телевизија била у деведесетим годинама, поклонио јој је свих 150 епизода Касандре. Био је то део помоћи Биљани Плавшић, која је из базе у Бањалуци била у сукобу са паљанским руководством.[5]
- Због незапамћене еуфорије коју је ова теленовела изазвала на Балкану, глумци Кораима Торес (Касандра) и Енри Сото (Ранду) су посетили Бугарску, Србију и Босну и Херцеговину, као и многе друге земље широм света.
- Када је Касандра грешком оптужена за убиство, грађанска иницијатива из места Кучево у Србији је послала писмо венецуеланској влади и бившем председнику Србије, Слободану Милошевићу, у којем су тврдили и захтевали: „Ми знамо да је Касандра невина — ослободите је оптужбе!“.
- Године 2011, мастер видео теленовеле је колор-коригован и очишћен од аналогног шума ради бољег квалитета слике.